# Trojanów (gemeente)
De gemeente Trojanów is een landgemeente in het Poolse woiwodschap Mazovië, in powiat Garwoliński.
De zetel van de gemeente is in Trojanów.
Op 30 juni 2004 telde de gemeente 7827 inwoners.

## Oppervlakte gegevens
In 2002 bedroeg de totale oppervlakte van gemeente Trojanów 151,01 km², waarvan:
- agrarisch gebied: 69%
- bossen: 24%

De gemeente beslaat 11,76% van de totale oppervlakte van de powiat.

## Demografie
Stand op 30 juni 2004:
| Omschrijving                   | Totaal | Totaal | Vrouwen | Vrouwen | Mannen | Mannen |
| ------------------------------ | ------ | ------ | ------- | ------- | ------ | ------ |
| eenheid                        | aantal | %      | aantal  | %       | aantal | %      |
| inwoners                       | 7827   | 100    | 3992    | 51      | 3835   | 49     |
| bevolkingsdichtheid (inw./km²) | 51,8   | 51,8   | 26,4    | 26,4    | 25,4   | 25,4   |

In 2002 bedroeg het gemiddelde inkomen per inwoner 1196,91 zł.

## Administratieve plaatsen (sołectwo)
Babice, Budziska, Damianów, Derlatka, Dębówka, Dudki, Elżbietów, Jabłonowiec, Komory, Korytnica, Kozice, Kruszyna, Majdan, Mroków, Nowiny Życkie, Ochodne, Piotrówek, Podebłocie, Prandocin, Ruda, Skruda, Trojanów, Więcków, Wola Korycka Dolna, Wola Korycka Górna, Wola Życka, Żabianka, Życzyn.

## Overige plaatsen
Babice-Kolonia, Dadzin, Dębniak, Forsztat, Grąd, Jagiełła, Kamionki, Kozice-Kolonia, Leonów, Magazyn, Mika, Mościska, Popielnica, Stasin.

## Aangrenzende gemeenten
Kłoczew, Maciejowice, Ryki, Sobolew, Stężyca, Żelechów